# Grabina Śląska
Grabina Śląska – stacja kolejowa w Strzegomiu, w województwie dolnośląskim.
Otwarta w 1890 roku wraz z pierwszym odcinkiem linii kolejowej nr 302 Strzegom – Bolków (dojazd początkowo od Strzegomia). Ruch pociągów pasażerskich zlikwidowano 19 listopada 1995. Wprowadzono wtedy zastępczą komunikację autobusową, która funkcjonowała do 31 grudnia 1996.
Na stacji znajduje się zdewastowany, szachulcowy budynek dworcowy z 1909 roku, który jest wpisany do rejestru zabytków.